# Jocelyn Gourvennec
Jocelyn Gourvennec (ur. 22 marca 1972 w Breście) – piłkarz francuski grający na pozycji środkowego pomocnika, a także trener.

## Kariera klubowa
Karierę piłkarską Gourvennec rozpoczął w klubie FC Lorient. W 1990 roku zadebiutował w nim w trzeciej lidze francuskiej. W 1991 roku przeszedł do pierwszoligowego Stade Rennais. 29 sierpnia 1991 zadebiutował w Ligue 1 w zremisowanym 1:1 domowym meczu z RC Lens. W 1992 roku spadł z Rennes do Ligue 2 i na tym poziomie rozgrywek grał jeszcze przez dwa lata. W 1994 roku wrócił z Rennes do Ligue 1.
Latem 1995 Gourvennec odszedł do FC Nantes. Przez 3 lata był podstawowym zawodnikiem tego klubu i wystąpił z nim między innymi w rozgrywkach Ligi Mistrzów. W 1998 roku przeszedł z Nantes do Olympique Marsylia, w którym grał przez sezon. W 1999 roku wystąpił z Olympique w przegranym 0:3 finale Pucharu UEFA z Parmą.
W 1999 roku Gourvennec został piłkarzem Montpellier HSC, a w trakcie sezonu 1999/2000 wrócił do Rennes. W Rennes grał do lata 2002, a następnie został piłkarzem Bastii. Po 2 sezonach gry w tym korsykańskim klubie odszedł do drugoligowego Angers SCO. W sezonie 2005/2006 grał w innym drugoligowcu, Clermont Foot, a karierę kończył w 2007 roku w amatorskim FC Rezé.
| Sezon   | Klub               | Kraj    | Rozgrywki            | Mecze | Bramki |
| ------- | ------------------ | ------- | -------------------- | ----- | ------ |
| 1990/91 | FC Lorient         | Francja | Championnat National | ?     | ?      |
| 1991/92 | Stade Rennais      | Francja | Ligue 1              | 5     | 0      |
| 1992/93 | Stade Rennais      | Francja | Ligue 2              | 25    | 12     |
| 1993/94 | Stade Rennais      | Francja | Ligue 2              | 40    | 14     |
| 1994/95 | Stade Rennais      | Francja | Ligue 1              | 36    | 9      |
| 1995/96 | FC Nantes          | Francja | Ligue 1              | 19    | 1      |
| 1996/97 | FC Nantes          | Francja | Ligue 1              | 37    | 11     |
| 1997/98 | FC Nantes          | Francja | Ligue 1              | 33    | 12     |
| 1998/99 | Olympique Marsylia | Francja | Ligue 1              | 23    | 5      |
| 1999/00 | Montpellier HSC    | Francja | Ligue 1              | 7     | 0      |
| 1999/00 | Stade Rennais      | Francja | Ligue 1              | 9     | 0      |
| 2000/01 | Stade Rennais      | Francja | Ligue 1              | 31    | 3      |
| 2001/02 | Stade Rennais      | Francja | Ligue 1              | 12    | 0      |
| 2002/03 | SC Bastia          | Francja | Ligue 1              | 36    | 2      |
| 2003/04 | SC Bastia          | Francja | Ligue 1              | 24    | 1      |
| 2004/05 | Angers SCO         | Francja | Ligue 2              | 17    | 5      |
| 2005/06 | Clermont Foot      | Francja | Ligue 2              | 29    | 1      |
| 2006/07 | FC Rezé            | Francja | VI liga              | ?     | ?      |

## Kariera trenerska
Po zakończeniu kariery piłkarskiej Gourvennec został trenerem. W latach 2008–2010 prowadził La Roche VF, a w maju 2010 został szkoleniowcem En Avant Guingamp i na tym stanowisku zastąpił Victora Zvunkę. Funkcję tę pełnił do maja 2016 kiedy to przeszedł do Girondins Bordeaux. Trenerem Żyrondystów był do stycznia 2018. W listopadzie tego samego roku ponownie został trenerem EA Guingamp.
5 lipca 2021 został mianowany nowym szkoleniowcem Lille OSC.